# Diòcesi de Dume
La diòcesi de Dume va ser una antiga demarcació eclesiàstica, que va ser creada vers el 556 i desapareguda amb la conquesta musulmana d'Hispània, però mantinguda com a titular almenys fins al segle xii, amb seu a Mondoñedo. En l'actualitat és una seu titular de l'Església Catòlica, es va començar a utilitzar d'aquesta manera el 1972, i el seu bisbe és des de 2011 Crispín Ojeda Márquez.
El bisbat de fet va ser un títol honorífic donat a Martí de Braga, fundador i primer abat del monestir de Sant Martí de Dume, i que mantindrien els seus successors fins a la desaparició de la diòcesi. Sense límits administratius coneguts, probablement poc extensa territorialment, per estar ubicada ben a prop de Braga, seu metropolitana, Dume no va tenir les atribucions típiques d'un bisbat convencional, però sí que va ser possiblement rica en béns i terres, amb població servents formats per lliberts i esclaus.

## Història
Va ser originalment una fundació monàstica realitzada per Martí de Braga, com consta en un decret del X Concili de Toledo, on se l'esmenta com Martin Bracarense Qui Dumiense Monasterium visus est construxisse. De fet, el lloc estava pròxim a Braga, i segons Enrique Flórez el nom tenia a veure amb la característica natural de l'indret, on hi havia dumetum, això es refereix a arços i esbarzers. Martí buscava un lloc tranquil viure en retir i lluny de les coses mundanes. L'església tenia l'advocació a Sant Martí de Tours, en record de l'arribada de les relíquies del sant des de França, alhora que arribava Martí de Braga a la Gal·lècia vers el 550 i iniciava la predicació entre els sueus, molts dels quals es van convertir des de l'arrianisme al catolicisme, amb el suport deTeodomir.
Segons Flórez, la fundació del monestir devia ser vers el 556, per tant, durant els sis anys des de la seva arribada al regne sueu hauria estat predicant i alhora establint el monestir de Dume. Ja construït va ser consagrat bisbe, si bé dita dignitat no es va basar en el fet que era un cenobi, sinó que es va condecorar a Martí la seva tasca. Des d'aleshores, Dume va ser considerada seu episcopal. Així. el fundador va continuar treballant incansablement en l'observança, en la pràctica religiosa i als afers del monestir, va arribar a traduir obres d'autors cristians d'Egipte del grec al llatí. Malgrat que Martí va ser nomenat metropolità de Braga, va continuar mantenint la dignitat de Dume, en tant que fins a la seva mort no hi ha cap altre titular.
Pel que fa a les terres de la diòcesi, és a dir als seus límits, sembla que aquesta dignitat no abastava més que el monestir i els religiosos que allà vivien, perquè no se li assigna cap església en el Concili de Lugo. Això té sentit si es té en compte que el monestir estava molt a prop de Braga i, per tant, no tenia territori on establir-se pròpiament. Autors antics afirmen que durant el regnat del rei Miro, que els seus prelats fossin els que servien al monarca i a la família reial. No obstant això, aquest fet no estava provat, i no hi ha cap document que ho verifiqui ni en època dels sueus ni dels visigots. Tanmateix, el monestir si va ser dotat de terres i servents pel seu sosteniment, amb diverses famílies instal·lades, com consta en el X Concili de Toledo, al testament del bisbe Recimir hi apareixen famílies de lliberts i esclaus de l'església. Així, malgrat no tenir llocs sufraganis, és possible que la diòcesi fos rica en béns, terres i població.
Un document de 921 esmenta uns límits diocesans segons ho eren antigament. S'esmenta diversos llocs, entre ells Pitaens, Palmeira, entre d'altres. Mentre s'havia dit que potser venia de terres de l'antiga arxidiòcesi de Lugo i d'una divisió de Braga, Flórez creu que aquestes terres eren fruit d'antigues donacions dels sueus, que tot i que poc extensos i coneguts, sí que existiren.
La jurisdicció es mantindria fins i tot quan es va traslladar a Mondoñedo en temps d'Alfons III d'Astúries. No obstant això, després de la separació del comtat de Portugal, en no ser restaurada la diòcesi, les seves terres van passar a Braga. L'atac dels musulmans va obligar els monjos a abandonar el monestir i haurien fugit a Astúries, on mantindrien la seu de forma titular fins a establir-se, amb l'aprovació del rei, a Mondoñedo, que van continuar anomenant seu de Dume i amb una església de la mateixa advocació; es creia a més que portaven amb ells les relíquies de Martí de Braga. Malgrat que Alfons III va conquerir les antigues terres del bisbat, per estar massa a prop de la frontera la seu no es va traslladar novament a l'antic lloc i, al final, el nom de la seu va anar mudant fins a Mondoñedo.

## Episcopologi
- Sant Martí (ca. 556-ca. 580)
- Joan (ca. 589)
- Benjamí (ca. 610)
- Germà (ca. 633)
- Recimir (ca. 638- ca. 653)
- Sant Fructuós (ca. 654-665)
- Leodegisi (?)
- Liuva (ca. 683)
- Vicenç (ca. 687-693)
- Fèlix (693- ca. 711)
- Martí (?)

El darrer consagrat és Sabaric I cap al 866, bisbe fugit a Astúries i que es traslladaria Mondoñedo. No obstant això, fins al segle xii aproximadament el títol Episcopus Dumiense es continuaria usant.

### Bisbes titulars
És diòcesi titular des de 1972:
- Manuel Ferreira Cabral (1972-1981)
- Carlos Francisco Martins Pinheiro (1985-2011)
- Crispín Ojeda Márquez (2011-Act.)